# 均衡
均衡（きんこう、英: equilibrium）とは、一般には釣り合いがとれた状態を指す。平衡。経済学における「均衡」あるいは「平衡」の意味は、自然科学におけるそれとは異なる。経済学における均衡は、
1. モデル内における各主体が明確に定義された仮定に基づいて行動し（通常は効用・利潤最大化が仮定されるが、必ずしもこの限りではない）、
2. 各主体の意思決定が他の主体の意思決定と整合的である（例えば、ある財の供給量と需要量が等しくなる）

状況を指す。経済学における「均衡」の定義においては、たとえば資本の蓄積速度が一定となる状態も含むなど、財の価格や配分などが時間を通じて一定になることや、経済が休止点 (Rest Point) にあることを必要としない。

## 部分均衡と一般均衡
需要と供給のバランスに大きな変動がなければ、均衡している状態（均衡状態）といえる。需要と供給を一致させる価格を均衡価格ないし均衡値という。経済学では、特定の市場だけを取り上げ、他は一定不変とした場合の均衡を部分均衡という。他方、社会全体の人口、技術、嗜好、生産組織等すべての市場において均衡となった状態を一般均衡という。

## マーシャルの一般均衡
一般均衡状態を最初に考えたのは、レオン・ワルラスである。これに対して、アルフレッド・マーシャルは、3つの時間区分とそれに対応する市場の広さの違いによる均衡関係を考え、現実的市場に接近しようとした。第1は最も短期のもので、市場に出荷された生鮮食料品の需給のように、供給量一定で、これに需要曲線が交わって価格が得られる状態である。これを一時的均衡という。ここで成立する値段が高ければ、生産者は操業度を上げて生産量を増加させる。すなわち、資本設備一定の下で生産量を増減させる。こうした適応によって得られた均衡を短期均衡という。短期均衡の視点に立つ生産者は、より有利な市場を求めて、複数の卸売市場を考察対象に入れている。しかしながら、もし短期均衡で決まった価格が高ければ、生産者は設備投資を行い、生産量の拡大を図るだろう。このとき生産者は、短期均衡よりもさらに広い視点に立って、何処の地点の工場を立地させるかを考えるに違いない。こうして資本設備の変化を考慮に入れた条件の下で成立する均衡が、長期均衡である。マーシャル体系は、一時的、短期、長期の中で、一方の均衡が他方の不均衡を生み、その均衡化への動きが、他方の不均衡化を生み、時間と空間の中で動く社会を考えた。

## 均衡の種類
均衡には、昨年の生産量が今年の需要量と均衡関係を持つという異時均衡、時間を全く含まない静学均衡、均衡諸量が時間と共に動いていく動学均衡等がある。また、均衡値から離れたとき、均衡値に戻る傾向を持つ安定均衡と離れていく不安定均衡とがあり、その条件を考察するのが安定性分析である。